# Незнакомец на третьем этаже
«Незнакомец на третьем этаже» (англ. Stranger on the Third Floor) — американский художественный фильм, снятый в 1940 году Борисом Ингстером. Часто именуется первым «подлинным» фильмом нуар классического периода (1940—1959).

## Сюжет
Фильм начинается с встречи в кафе, где молодая девушка Джейн (невеста Уорда) ждёт молодого человека Майка Уорда. Он репортёр и заявляет своей подруге о перспективах совместной жизни в отдельной квартире со всеми удобствами, начиная от мебели и заканчивая бытовой техникой. Он радостно сообщает прибавке в 12 долларов к его зарплате. Когда она спрашивает о причине прибавки, он показывает ей газету, где на первой странице целая статья о недавнем убийстве.
Репортёр Майк Уорд — главный свидетель по делу об убийстве. Он видел обвиняемого Джо Бриггса стоящим возле тела убитого в кафе, и это ключевое свидетельство для признания вины Бриггса.
Джейн, невеста Уорда, сомневается в несомненности его показаний, и эти сомнения начинают преследовать репортёра. Он так же замечает, что на работе и многим окружающим нет дела, действительно ли виноват Джо Бриггс. Все понимают, что после показаний Майка обвиняемый будет признан виновным.
Всё усугубляется после судебного заседания, где Майк видит, что у коллегии присяжных нет особого дела до происходящего. Один из них вообще уснул во время процесса. Этого не заметил и судья, до тех пор, пока на это не обращают его внимание. Адвокат обвиняемого не проявляет активности для защиты и это подмечают в зале.
На процесс приходит Джейн, не предупреждая об этом Майка. Она соврала своему начальнику, что чувствует себя плохо, а на самом деле пришла на заседание. После показаний Майка Уорда, где он практически не сомневается в том, что он видел в тот день именно убийство, против Джо Бриггса выносят обвинительный вердикт и ему грозит смертная казнь. Джо Бриггс кричит о том, что не виновен. Джейн не может выносить этот истошный крик. После суда она говорит Майку о том, что если он, Майк, ошибся, то это будет преследовать их обоих до конца дней.
Между ними происходит перебранка и Джейн хочет побыть одна дома. А Майк так и остался в зале суда до позднего вечера, пока туда не пришла уборщица, тем самым заставив его всё же покинуть здание суда.
По дороге домой, Майк рассуждает о произошедшем. Он взвешивает все „за“ и „против“. Он анализирует прошедшее заседание, безразличие всех присутствовавших там. Так же он не понимает, почему подсудимый скрыл предыдущую судимость (мелкое воровство). И приходит к выводу, что несмотря на то, что улики косвенные, этого достаточно для обвинения и приговора, иначе в противном случае в этом Мире практически никого бы не осудили.
Подходя к дому он смотрит на кафе, где произошло это жестокое убийство, там сменили название с «Ник» на «Джек» и жизнь идёт своим чередом — все пьют кофе будто ничего и не было. Он так же задаётся вопросом, почему он живёт не в Бруклине, а напротив этого кафе. Что если бы он жил в другом месте, то с ним бы этого не произошло. На крыльце дома он замечает очень странного пучеглазого человека. 
Потом Майк поднимается к себе в комнату. Проходя мимо квартиры соседа он слышит его храп, который регулярно раздражает Майка. В комнате Майк видит фото своей невесты в рамке и надеится, что через пару дней она забудет и об убийстве и о том процессе в зале суда. Позже он задумывается, возвращаясь к минувшим событиям и  вспоминает первую встречу с этим соседом, который приходил вместе с домоуправляющей (арендодателем) жаловаться на Майка.
Через некоторое время Майка привлекает суета в коридоре. Он выглядывает и там видит того же странного пучеглазого человека, выходящего из комнаты рядом с его соседом. Тот ведёт себя неадекватно. Пытаясь выяснить кто он такой, Майк обращается к нему, но тот сбегает по лестнице. Погоня заканчивается тем, что странный тип выбежав на улицу, прячется под крыльцом, но Майк этого не заметил. 
Майк возвращается в свою комнату. Проходя мимо комнаты своего соседа, он замечает, что храпа нет. В своей комнате он слушает у стены наличие звуков и убеждается, что у соседа полная тишина.
Майк предполагает, что это странный тип убил его соседа. И задаётся вопросом, мог бы он сам убить соседа. Вспоминает ситуацию, как тот его раздражал, следил и всячески донимал и придирался. Он гонит прочь эти мысли и воспоминания.
Но тут он вспоминает, как его сосед нарочно помешал ему, когда Майк однажды пригласил в гости свою подругу Джейн. В той ситуации домоуправляющая (арендодатель) так же приходила по жалобе надоедливого соседа. В тот раз это вывело Майка из себя и он схватив соседа за грудки пригрозил ему и выгнал обоих из своей комнаты.
В один миг, Майк засыпает и ему снится кошмар, где уже он обвинён в убийстве соседа и он никак не может доказать свою невиновность, хотя улик против него нет. Во сне он видит такого же никчёмного адвоката как и на реальном процессе против Бриггса, спящих присяжных заседателей и судью, но при этом его всё равно приговаривают к казни. Сидя на электрическом стуле, он видит напротив, что к нему пришёл живой сосед, в убийстве которого собственно его и обвинили. Но исполнителям судебного приговора нет дела... 
Потом Майк просыпается.
После этого сна, недолго думая, он идёт в квартиру своего соседа. Неожиданно сосед Уорда оказывается убит так же, как человек в кафе. Уорд сообщает об этом полиции, но при этом хочет уехать. Ночью он назначает своей невесте встречу, чтобы та дала ему денег на поездку. Во время встречи, деньги она ему даёт, но всё равно отговаривает его от этого. Она объясняет, что раз он не виновен, то ему нечего бояться, а если он сбежит, то рано или поздно его найдут.
Он возвращается к своему дому, где был убит его сосед. Майк сообщает полиции, что это он звонил. Его неохотно выслушивают и ставят его слова под сомнение. Делают акцент на том, что убийства идентичные и что в обоих случаях он свидетель. В глазах полиции это выглядит странно и подозрительно. Его просят проехать в участок.
Чуть позже его арестовывают. Он звонит своей невесте и сообщает ей об этом. Так же он сообщает приметы того подозрительного пучеглазого человека с длинным белым шарфом.
Чтобы спасти жениха, Джейн отпрашивается у начальника вновь и отправляется на поиски незнакомца, которого Уорд видел на лестничном пролёте.
Долгие тщетные поиски по городу ей ничего не дают. Сама она его не видела и окружающим толком ничего объяснить не может.
Уставшая она приходит в кафе и просит чашку кофе. В этот момент её привлекает покупатель, который заказывает бифштекс с кровью, да ещё без булочек. Она смотрит на этого человека и понимает, что это скорее всего он, тот, кого она искала. Странный и пучеглазый. Его покупка кажется страной даже продавцу, не то что ей. Он выходит. Она следует за ним на улицу, но оказывается, что он купил это бродячей собаке.
Когда он отходит в сторону, он накидывает длинный белый шарф. Джейн импульсивно следует за ним. Его это возмущает.
Джейн пытаясь не выдать себя, ищет предлог идти с этим странным человеком. Как назло, на улице нет вообще никого, только они двое. Она тянет время, в надежде, что сможет привлечь чьё-то внимание. Из-за страха она ведёт себя неестественно. Он же подозревает её практически сразу, однако оказывается, что он не связывает это с убийствами, он принял её за сотрудника психической лечебницы. А возвращаться туда он не собирается. Далее он с лёгкостью признаётся, что это он убил и человека в кафе, и соседа, потому что он не хотел возвращаться в психическую лечебницу, где над ним издевались. А эти люди, по его мнению, могли его туда вернуть.
Так как Джейн ведёт себя крайне неуверенно, это вызывает у него сомнение. Всё окончательно выходит из-под контроля, когда она врёт, что живёт прямо здесь, в этом доме, мимо которого они шли. Она звонит в дверь, рассчитывая на помощь, но открывшая дверь женщина не стала её ни слушать, ни пускать. Странный человек убедил себя, что Джейн всё таки послана следить за ним с целью возвращения его на лечение. Он видит единственный выход — убить её.
Он пытается её задушить, но она вырывается и бежит через дорогу. Он бежит за ней, но попадает под грузовик. На место тут же сбегаются прохожие и полицейский. Перед смертью его спрашивают, он ли был убийцей тех двоих, и он признаётся в этом, а следом умирает.
Через некоторое время Джейн сидит в том же кафе, где начинался фильм. Туда, так же как и в начале фильма, приходит Майк. На этот раз он радостно заявляет, что они едут расписываться.
Выйдя на улицу, он хочет ехать на такси, а она, как будущая жена, предлагает начать экономить прямо с этого момента и идти пешком.
Однако таксист радостно их окликает и сообщает, что поездка за его счёт. Таксист — это тот самый Джо Бриггс. Теперь он на свободе и работает водителем такси. Радостные Майк и Джейн садятся в машину такси счастливого Джо.

## В ролях
- Петер Лорре — Незнакомец
- Джон Макгуайр — Майк Уорд
- Маргарет Толличет — Джейн
- Чарльз Уолдрон — окружной прокурор
- Элиша Кук-младший — Джо Бриггс
- Чарльз Хэлтон — Альберт Менг
- Этель Гриффис — миссис Кейн, квартирная хозяйка Майка
- Клифф Кларк — Мартин
- Оскар О’Ши — судья
- Алек Крэйг — защитник Бриггса
- Винс Барнетт — посетитель кафе (в титрах не указан)